# كأس الاتحاد الآسيوي 2018
كأس الاتحاد الآسيوي 2018 سوف تكون النسخة الخامسة عشر من كأس الاتحاد الآسيوي، بطولة كرة القدم الثانوية للأندية في آسيا التي ينظمها الاتحاد الآسيوي لكرة القدم.
حامل اللقب هو القوة الجوية.

## تخصيص الفرق للاتحادات
أوصت لجنة المنافسات في الاتحاد الآسيوي بإنشاء شكل جديد لكأس الاتحاد الآسيوي ابتداء من عام 2017 يلعب في المناطق الخمس للاتحاد الآسيوي: غرب آسيا، ووسط آسيا، وجنوب آسيا، وآسيان، وشرق آسيا، مع لعب الفائز بمنطقة غرب آسيا، والفائز بمباراة فاصلة بين المناطق بين المناطق الأربع الأخرى في النهائي، ويستضاف على أساس التناوب في أماكن في الشرق والغرب. وقد صُنفت الاتحادات الأعضاء الـ46 التابعة للاتحاد الآسيوي (باستثناء جزر ماريانا الشمالية العضوة المنتسبة) على أساس أداء فرقها الوطنية وأنديتها على مدى السنوات الأربع الماضية في المسابقات المتعلقة بالاتحاد الآسيوي، مع تخصيص الأماكن لنسختي عامي 2017 و2018 لمنافسات الاتحاد الآسيوي للأندية يحدده تصنيف الاتحاد الآسيوي (المادة 2.2 من دليل الدخول).
- تنقسم هذه الاتحادات إلى خمس مناطق:
  - تتألف منطقة غرب آسيا من اتحادات من اتحاد غرب آسيا لكرة القدم.
  - تتألف منطقة آسيا الوسطى من اتحادات من اتحاد وسط آسيا لكرة القدم.
  - تتألف منطقة جنوب آسيا من اتحادات من اتحاد جنوب آسيا لكرة القدم.
  - تتألف منطقة آسيان من اتحادات من اتحاد آسيان لكرة القدم.
  - تتألف منطقة شرق آسيا من اتحادات من اتحاد شرق آسيا لكرة القدم.
- جميع الاتحادات التي لا تحصل على أماكن مباشرة في مرحلة مجموعات دوري أبطال آسيا مؤهلة للدخول في كأس الاتحاد الآسيوي.
- في كل منطقة، يحدد عدد المجموعات في مرحلة المجموعات على أساس عدد المداخل، مع عدد الأماكن التي تم ملؤها من خلال المباريات الفاصلة مثل عدد المجموعات:
  - في منطقة غرب آسيا ومنطقة آسيان، هناك ثلاث مجموعات في مرحلة المجموعات، بما في ذلك ما مجموعه 9 من الأماكن المباشرة، مع ملء الأماكن الـ 3 المتبقية من خلال المباريات الفاصلة.
  - في منطقة وسط آسيا، ومنطقة جنوب آسيا، ومنطقة شرق آسيا، هناك مجموعة واحدة في مرحلة المجموعات، بما في ذلك ما مجموعه 3 من الأماكن المباشرة، مع ملء المكان الوحيد المتبقي من خلال المباريات الفاصلة.
- تحصل الاتحادات الأفضل المشاركة في كأس الاتحاد الآسيوي في كل منطقة حسب ترتيب الاتحاد الآسيوي على مكان مباشر واحد على الأقل في مرحلة المجموعات (بما في ذلك الخاسرين في مباريات تأهيلية فاصلة لدوري أبطال آسيا)، في حين لا تحصل الاتحادات المتبقية إلا على أماكن في مباريات فاصلة:
  - فيما يتعلق بمنطقة غرب آسيا ومنطقة آسيا:
    - الجمعيات المرتبة 1 إلى 3 لكل منها مكانين مباشرين.
    - الجمعيات المرتبة 4 إلى 6 لكل منها مكان مباشر واحد ومكان واحد في المباريات الفاصلة.
    - الجمعيات المرتبة 7 أو أقل من ذلك لكل واحدة منها مكان واحد في المباريات الفاصلة.

  - فيما يتعلق بمنطقة وسط آسيا، منطقة جنوب آسيا، ومنطقة شرق آسيا:
    - الاتحادات المرتبة 1 إلى 3 لكل منها مكان مباشر واحد ومكان واحد في المباريات الفاصلة.
    - الاتحادات المرتبة 4 أو أقل من ذلك لكل واحدة منها مكان واحد في المباريات الفاصلة.
- العدد الأقصى للأماكن المتاحة لكل اتحاد هو ثلث العدد الإجمالي للفرق المؤهلة في الدرجة العليا.
- إذا تخلى أي اتحاد عن أماكنه المباشرة، يعاد توزيعها على أفضل اتحاد مؤهل، على أن يقتصر كل اتحاد على مكانين مباشرين.
- إذا تخلى أي اتحاد عن أماكنه في المباريات الفاصلة، فإنها تلغى ولا يعاد توزيعها على أي اتحاد آخر.
- إذا كان عدد الفرق في المباريات الفاصلة في أية منطقة أقل من ضعف عدد أماكن مرحلة المجموعات التي تملئ من خلال المباريات الفاصلة، تعطى فرق المباريات الفاصلة من أفضل الاتحادات المؤهلة اعفاءات إلى مرحلة المجموعات.

بالنسبة لكأس الاتحاد الآسيوي 2018، تخصص للاتحادات أماكن وفقا للتصنيف الذي أصدر في 30 نوفمبر 2016، ويأخذ في الاعتبار أداء هذه الاتحادات في دوري أبطال آسيا وكأس الاتحاد الآسيوي، وكذلك التصنيف العالمي لفريقها الوطني التابع للاتحاد الدولي لكرة القدم خلال الفترة ما بين عامي 2013 و2016.

## الجدول الزمني
فيما يلي الجدول الزمني للمسابقة (غـ: منطقة غرب آسيا؛ و: منطقة وسط آسيا؛ جـ: منطقة جنوب آسيا؛ آ: منطقة آسيان؛ شـ: منطقة شرق آسيا).
| المرحلة                 | الدور                          | تاريخ القرعة                 | مباراة الذهاب                                          | مباراة الإياب                                          |
| ----------------------- | ------------------------------ | ---------------------------- | ------------------------------------------------------ | ------------------------------------------------------ |
| المرحلة التمهيدية       | الدور التمهيدي                 | بدون قرعة                    | 23 يناير 2018 (و، جـ، شـ)                              | 30 يناير 2018 (و، جـ، شـ)                              |
| مرحلة المباريات الفاصلة | دور المباريات الفاصلة          | بدون قرعة                    | 22–23 يناير 2018 (غـ، أ)، 13 فبراير 2018 (و، جـ، شـ)   | 29–30 يناير 2018 (غـ، أ)، 20 فبراير 2018 (و، جـ، شـ)   |
| مرحلة المجموعات         | يوم المباريات 1                | 6 ديسمبر 2017                | 12–14 فبراير 2018 (غـ، أ)، 6–7 مارس 2018 (و، جـ، شـ)   | 12–14 فبراير 2018 (غـ، أ)، 6–7 مارس 2018 (و، جـ، شـ)   |
| مرحلة المجموعات         | يوم المباريات 2                | 6 ديسمبر 2017                | 26–28 فبراير 2018 (غـ، أ)، 13–14 مارس 2018 (و، جـ، شـ) | 26–28 فبراير 2018 (غـ، أ)، 13–14 مارس 2018 (و، جـ، شـ) |
| مرحلة المجموعات         | يوم المباريات 3                | 6 ديسمبر 2017                | 5–7 مارس 2018 (غـ، أ)، 10–11 أبريل 2018 (و، جـ، شـ)    | 5–7 مارس 2018 (غـ، أ)، 10–11 أبريل 2018 (و، جـ، شـ)    |
| مرحلة المجموعات         | يوم المباريات 4                | 6 ديسمبر 2017                | 12–14 مارس 2018 (غـ، أ)، 24–25 أبريل 2018 (و، جـ، شـ)  | 12–14 مارس 2018 (غـ، أ)، 24–25 أبريل 2018 (و، جـ، شـ)  |
| مرحلة المجموعات         | يوم المباريات 5                | 6 ديسمبر 2017                | 9–11 أبريل 2018 (غـ، أ)، 1–2 مايو 2018 (و، جـ، شـ)     | 9–11 أبريل 2018 (غـ، أ)، 1–2 مايو 2018 (و، جـ، شـ)     |
| مرحلة المجموعات         | يوم المباريات 6                | 6 ديسمبر 2017                | 23–25 أبريل 2018 (غـ، أ)، 15–16 مايو 2018 (و، جـ، شـ)  | 23–25 أبريل 2018 (غـ، أ)، 15–16 مايو 2018 (و، جـ، شـ)  |
| مرحلة خروج المغلوب      | نصف نهائي المناطق              | 6 ديسمبر 2017                | 7–9 مايو 2018 (غـ، أ)                                  | 14–16 مايو 2018 (غـ، أ)                                |
| مرحلة خروج المغلوب      | نهائيات المناطق                | سوف يعلن عنه مايو/يونيو 2018 | 31 يوليو – 1 أغسطس 2018 (أ)، 18 سبتمبر 2018 (غـ)       | 7–8 أغسطس 2018 (أ)، 2 أكتوبر 2018 (غـ)                 |
| مرحلة خروج المغلوب      | نصف النهائي الفاصل بين المناطق | سوف يعلن عنه مايو/يونيو 2018 | 21–22 أغسطس 2018                                       | 28–29 أغسطس 2018                                       |
| مرحلة خروج المغلوب      | النهائي الفاصل بين المناطق     | سوف يعلن عنه مايو/يونيو 2018 | 19 سبتمبر 2018                                         | 3 أكتوبر 2018                                          |
| مرحلة خروج المغلوب      | النهائي                        | سوف يعلن عنه مايو/يونيو 2018 | 27 أكتوبر 2018                                         | 27 أكتوبر 2018                                         |

## مرحلة المجموعات
عقدت قرعة مرحلة المجموعات يوم 6 ديسمبر 2017 الساعة 14:00، بتوقيت ماليزيا (ت.ع.م+8)، في مقر الاتحاد الآسيوي في كوالالمبور، ماليزيا. وضعت الفرق الـ36 في تسع مجموعات من أربعة: ثلاث مجموعات في كل من منطقة غرب آسيا (المجموعتين أ–ج) ومنطقة آسيان (المجموعتين س–ط)، ومجموعة واحدة في كل من منطقة وسط آسيا (المجموعة د)، منطقة جنوب آسيا (المجموعة ر)، ومنطقة شرق آسيا (المجموعة ع). فرق من نفس الاتحاد في منطقة غرب آسيا ومنطقة آسيان لا يمكن وضعها في نفس المجموعة.

### المجموعة أ
| م | الفريق       | لعب | ف | ت | خ | أ.له | أ.ع | أ.ف | نقاط | التأهل                              |     | الجزيرة  | القوة    | المالكية | السويق   |
| - | ------------ | --- | - | - | - | ---- | --- | --- | ---- | ----------------------------------- | --- | -------- | -------- | -------- | -------- |
| 1 | الجزيرة      | 5   | 3 | 2 | 0 | 11   | 5   | +6  | 11   | نصف نهائي المناطق                   |     | —        | 10 أبريل | 1–0      | 4–0}     |
| 2 | القوة الجوية | 4   | 2 | 2 | 0 | 8    | 6   | +2  | 8    | نصف نهائي المناطق إذا كان أفضل وصيف |     | 2–2      | —        | 17 أبريل | 24 أبريل |
| 3 | المالكية     | 4   | 2 | 0 | 2 | 9    | 7   | +2  | 6    |                                     |     | 24 أبريل | 3–4      | —        | 4–1      |
| 4 | السويق (E)   | 5   | 0 | 0 | 5 | 4    | 14  | −10 | 0    |                                     | 2–3 | 0–1      | 10 أبريل | —        |          |

### المجموعة ب
| م | الفريق      | لعب | ف | ت | خ | أ.له | أ.ع | أ.ف | نقاط | التأهل                              |     | العهد | الزوراء  | الجيش | المنامة  |
| - | ----------- | --- | - | - | - | ---- | --- | --- | ---- | ----------------------------------- | --- | ----- | -------- | ----- | -------- |
| 1 | العهد       | 5   | 2 | 3 | 0 | 8    | 4   | +4  | 9    | نصف نهائي المناطق                   |     | —     | 1–1      | 1–1   | 24 أبريل |
| 2 | الزوراء     | 5   | 2 | 3 | 0 | 7    | 4   | +3  | 9    | نصف نهائي المناطق إذا كان أفضل وصيف |     | 1–1   | —        | 0–0   | 2–1      |
| 3 | الجيش       | 5   | 1 | 3 | 1 | 3    | 5   | −2  | 6    |                                     |     | 1–4   | 24 أبريل | —     | 1–0      |
| 4 | المنامة (E) | 5   | 0 | 1 | 4 | 2    | 7   | −5  | 1    |                                     | 0–1 | 1–3   | 0–0      | —     |          |

### المجموعة ج
| م | الفريق  | لعب | ف | ت | خ | أ.له | أ.ع | أ.ف | نقاط | التأهل                              |     | الفيصلي | الأنصار  | الوحدة | ظفار    |
| - | ------- | --- | - | - | - | ---- | --- | --- | ---- | ----------------------------------- | --- | ------- | -------- | ------ | ------- |
| 1 | الفيصلي | 4   | 2 | 1 | 1 | 7    | 4   | +3  | 7    | نصف نهائي المناطق                   |     | —       | 23 أبريل | 2–2    | 2–0     |
| 2 | الأنصار | 4   | 2 | 0 | 2 | 5    | 5   | 0   | 6    | نصف نهائي المناطق إذا كان أفضل وصيف |     | 1–3     | —        | 1–0    | 9 أبريل |
| 3 | الوحدة  | 4   | 1 | 2 | 1 | 4    | 4   | 0   | 5    |                                     |     | 9 أبريل | 2–1      | —      | 0–0     |
| 4 | ظفار    | 4   | 1 | 1 | 2 | 1    | 4   | −3  | 4    |                                     | 1–0 | 0–2     | 23 أبريل | —      |         |

### المجموعة د
| م | الفريق                         | لعب | ف | ت | خ | أ.له | أ.ع | أ.ف | نقاط | التأهل                         |          | استقلال  | D2      | آلاي     | D4       |
| - | ------------------------------ | --- | - | - | - | ---- | --- | --- | ---- | ------------------------------ | -------- | -------- | ------- | -------- | -------- |
| 1 | استقلال                        | 0   | 0 | 0 | 0 | 0    | 0   | 0   | 0    | نصف النهائي الفاصل بين المناطق |          | —        | 16 مايو | 10 أبريل | 6 مارس   |
| 2 | تركمانستان 1                   | 0   | 0 | 0 | 0 | 0    | 0   | 0   | 0    |                                |          | 13 مارس  | —       | 2 مايو   | 25 أبريل |
| 3 | آلاي أوش                       | 0   | 0 | 0 | 0 | 0    | 0   | 0   | 0    |                                | 25 أبريل | 6 مارس   | —       | 16 مايو  |          |
| 4 | فائز مباراة فاصلة لآسيا الوسطى | 0   | 0 | 0 | 0 | 0    | 0   | 0   | 0    |                                | 2 مايو   | 10 أبريل | 13 مارس | —        |          |

### المجموعة ر
| م | الفريق                       | لعب | ف | ت | خ | أ.له | أ.ع | أ.ف | نقاط | التأهل                         |          | أيزاول   | راديانت | E3       | E4       |
| - | ---------------------------- | --- | - | - | - | ---- | --- | --- | ---- | ------------------------------ | -------- | -------- | ------- | -------- | -------- |
| 1 | أيزاول                       | 0   | 0 | 0 | 0 | 0    | 0   | 0   | 0    | نصف النهائي الفاصل بين المناطق |          | —        | 16 مايو | 10 أبريل | 6 مارس   |
| 2 | نيو راديانت                  | 0   | 0 | 0 | 0 | 0    | 0   | 0   | 0    |                                |          | 13 مارس  | —       | 2 مايو   | 25 أبريل |
| 3 | بنغلاديش 1                   | 0   | 0 | 0 | 0 | 0    | 0   | 0   | 0    |                                | 25 أبريل | 6 مارس   | —       | 16 مايو  |          |
| 4 | فائز مباراة فاصلة لجنوب آسيا | 0   | 0 | 0 | 0 | 0    | 0   | 0   | 0    |                                | 2 مايو   | 10 أبريل | 13 مارس | —        |          |

1. ↑  إذا تقدم أيزاول إلى مرحلة مجموعات دوري أبطال آسيا، سيحل محله موهون باغان في كأس الاتحاد الآسيوي.

### المجموعة س
قالب:كأس الاتحاد الآسيوي 2018 المجموعة س

### المجموعة ص
قالب:كأس الاتحاد الآسيوي 2018 المجموعة ص

### المجموعة ط
قالب:كأس الاتحاد الآسيوي 2018 المجموعة ط

### المجموعة ع
قالب:كأس الاتحاد الآسيوي 2018 المجموعة ع

## مرحلة خروج المغلوب

### النهائي
|  | ضد |  |
|  | -- |  |
|  |    |  |

## وصلات خارجية
- كأس الاتحاد الآسيوي, the-AFC.com